# Nové Dvory (powiat Kutná Hora)
Nové Dvory – gmina w Czechach, w powiecie Kutná Hora, w kraju środkowoczeskim. Według danych z dnia 1 stycznia 2013 liczyła 815 mieszkańców.